# هاشم جواد
هاشم جواد الأوقاتي (1911 - 1972) هو سياسي عراقي سابق شعل عدة مناصب سياسية ووزارية وله العديد من المؤلفات .

## حياته الدراسية و السياسية
حصل على شهادة بكالوريوس علوم من الجامعة الأميركية في بيروت عام 1932، ثم درس الاقتصاد والسياسة في جامعة لندن، عمل بعدها مدرسا للثانويات في العراق وعين في وزارة الخارجية عام 1934،حيث عمل ملحقا مفوضا في لندن من 1934 إلى 1936 والتحق منظمة العمل الدولية من 1938 إلى 1940 وعمل في الممثلية العراقية الدائمة في عصبة الأمم، وكان من ضمن الوفد العراقي المشارك في مؤتمر سان فرانسيسكو، وبعد الحرب العالمية الثانية التحق مجددا بمنظمة العدل اادولية من 1947 إلى 1956 عمل في الوفد العراقي المفاوض في هيئة الأمم المتحدة من 1956 إلى 1959 وأصبح في مابعد رئيسا للوفد ، ونقل في بداية عام 1958 إلى وزارة الخارجية في بغداد وعين بمنصب مدير عام في ديوان وزارة الخارجية.

## وزير خارجية العراق
بعد ثورة 14 تموز 1958، اختاره رئيس الوزراء عبد الكريم قاسم ليشغل منصب وزير الخارجية خلفا للدكتور عبد الجبار الجومرد الذي استقال في 7 شباط 1959 [كما شغل بعدها منصب وزير المالية بالوكالة بعد استقالة السيد محمد حديد في 3 آذار 1960، وبقي في المنصب حتى 15 تشرين الثاني 1960 حيث عين السيد مظفر حسين جميل في المنصب. ترأس هاشم جواد مؤتمر وزراء الخارجية العرب الذي انعقد في أواخر كانون الثاني سنة 1961 ومثل العراق في مؤتمر بلغراد لحركة عدم الانحياز في 1 أيلول من نفس السنة.

## مؤلفاته
1. أحوال العمل والعمال في العراق 1942.
2. مقدمة في كيان العراق الاجتماعي 1946.
3. عوامل نشوء وتطور تشريع العمل الحديث 1954.
4. القضية الجزائرية 1960.
5. سياسة عدم الانحياز 1961.
6. السياسة الخارجية للجمهورية العراقية للسنوات 1960-1962.

## انقلاب 8 شباط ومقتله
اعتقل بعد انقلاب 8 شباط 1963 ثم أطلق سراحه بعد ذلك. عين سفيرا في بورما ثم في بيروت حتى اغتاله سائق سيارته السابق وهو فلسطيني يدعى أحمد محمود الجعفري ( مواليد 1923 من الناصرة) في عام 1972، حيث قتل هاشم جواد بسبع طلقات وهو يدخل مكتبه في محلة بئر حسن وقد أقدم القاتل على الانتحار في ما بعد، ويعتقد أن سبب الاغتيال هو أن الجعفري كان قد عمل سابقا سائقا لهاشم جواد وكان يتقاضى راتبا قدره 900 ليرة فصُرف من عمله لاحقا واستاء من هذا وطلب من جواد إعادته إلى وظيفته ولكنه رفض فحقد عليه أحمد الجعفري وهدده بالانتقام، وقد خلف جواد اثنان من الأبناء وأرملة (سويسرية).
وقد نعاه الرئيس اللبناني سليمان فرنجية قائلا : "خسر لبنان صديقا كبيرا"